# Maxime Lacroix
Pour les articles homonymes, voir Lacroix.
Maxime Lacroix (né le 5 juin 1987 à Québec au Canada) est un joueur professionnel franco-canadien de hockey sur glace.

## Carrière de joueur
En 2004, il débute avec les Remparts de Québec dans la Ligue de hockey junior majeur du Québec. L'équipe s'incline en finale de la Coupe du président contre les Wildcats de Moncton puis participe à la Coupe Memorial. Il participe avec l'équipe LHJMQ au Défi ADT Canada-Russie en 2006. En 2006, les Remparts décrochent ce trophée récompensant le champion de la Ligue canadienne de hockey. Puis, il est choisi au cours du repêchage d'entrée dans la Ligue nationale de hockey par les Capitals de Washington en 5e ronde, en 127e position. Le 2 juillet 2008, il signe son premier contrat professionnel avec les Bears de Hershey de la Ligue américaine de hockey avec qui il avait joué deux parties lors des séries éliminatoires de la Coupe Calder 2008. Cependant, il est assigné en début de saison aux Stingrays de la Caroline du Sud en ECHL qui remporte la Coupe Kelly 2009. Il conserve le trophée la saison suivante cette fois-ci avec les Cyclones de Cincinnati.
En avril 2014, il signe un contrat avec le club du Rouen hockey élite 76 en Ligue Magnus.

## Carrière internationale
Il représente l'équipe de France. Lors de l'été 2008, il participe avec les bleus à une tournée de matchs amicaux en République tchèque et Slovaquie. Il marqué son premier but lors de son premier match contre le MHk 32 Liptovský Mikuláš.

## Parenté dans le sport
Il est le fils de Pierre Lacroix, joueur de hockey sur glace. Lorsqu'il est venu jouer dans la Ligue Magnus, il a obtenu, avec sa famille, la naturalisation française.

## Statistiques
| Saison    | Équipe                          | Ligue          |    | Saison régulière | Saison régulière | Saison régulière | Saison régulière | Saison régulière |    | Séries éliminatoires | Séries éliminatoires | Séries éliminatoires | Séries éliminatoires | Séries éliminatoires |
| Saison    | Équipe                          | Ligue          | PJ | B                | A                | Pts              | Pun              | PJ               | B  | A                    | Pts                  | Pun                  |                      |                      |
| 2004-2005 | Remparts de Québec              | LHJMQ          | 49 | 6                | 8                | 14               | 34               | 13               | 0  | 0                    | 0                    | 8                    |                      |                      |
| 2005-2006 | Remparts de Québec              | LHJMQ          | 70 | 25               | 22               | 47               | 79               | 23               | 7  | 5                    | 12                   | 21                   |                      |                      |
| 2006-2007 | Remparts de Québec              | LHJMQ          | 68 | 22               | 31               | 53               | 85               | 5                | 2  | 1                    | 3                    | 2                    |                      |                      |
| 2007-2008 | Remparts de Québec              | LHJMQ          | 67 | 30               | 32               | 62               | 89               | 8                | 1  | 5                    | 6                    | 16                   |                      |                      |
| 2007-2008 | Bears de Hershey                | LAH            | -  | -                | -                | -                | -                | 2                | 1  | 0                    | 1                    | 0                    |                      |                      |
| 2008-2009 | Stingrays de la Caroline du Sud | ECHL           | 63 | 33               | 31               | 64               | 86               | 23               | 13 | 5                    | 18                   | 37                   |                      |                      |
| 2008-2009 | Bears de Hershey                | LAH            | 6  | 1                | 0                | 1                | 7                | -                | -  | -                    | -                    | -                    |                      |                      |
| 2009-2010 | Cyclones de Cincinnati          | ECHL           | 38 | 17               | 11               | 28               | 51               | 19               | 3  | 9                    | 12                   | 18                   |                      |                      |
| 2009-2010 | Bulldogs de Hamilton            | LAH            | 27 | 1                | 2                | 3                | 2                | -                | -  | -                    | -                    | -                    |                      |                      |
| 2010-2011 | Stingrays de la Caroline du Sud | ECHL           | 13 | 7                | 3                | 10               | 20               | -                | -  | -                    | -                    | -                    |                      |                      |
| 2010-2011 | Bears de Hershey                | LAH            | 57 | 6                | 10               | 16               | 25               | 6                | 0  | 0                    | 0                    | 0                    |                      |                      |
| 2011-2012 | Bears de Hershey                | LAH            | 29 | 1                | 2                | 3                | 20               | -                | -  | -                    | -                    | -                    |                      |                      |
| 2011-2012 | Stingrays de la Caroline du Sud | ECHL           | 31 | 12               | 21               | 33               | 26               | 9                | 5  | 5                    | 10                   | 6                    |                      |                      |
| 2012-2013 | Odense IK                       | AL-Bank ligaen | 40 | 15               | 25               | 40               | 36               | 14               | 5  | 4                    | 9                    | 4                    |                      |                      |
| 2013-2014 | Sheffield Steelers              | EIHL           | 31 | 18               | 18               | 36               | 54               | 4                | 2  | 2                    | 4                    | 0                    |                      |                      |
| 2014-2015 | Dragons de Rouen                | Ligue Magnus   | 26 | 8                | 20               | 28               | 32               | 4                | 0  | 1                    | 1                    | 0                    |                      |                      |
| 2015-2016 | Ducs d'Angers                   | Ligue Magnus   | 26 | 22               | 25               | 47               | 14               | 16               | 6  | 10                   | 16                   | 30                   |                      |                      |
| 2016-2017 | Ducs d'Angers                   | Ligue Magnus   | 44 | 12               | 19               | 31               | 28               | 6                | 3  | 4                    | 7                    | 0                    |                      |                      |
| 2017-2018 | Ducs d'Angers                   | Ligue Magnus   | 43 | 15               | 19               | 34               | 58               | 5                | 1  | 1                    | 2                    | 8                    |                      |                      |
| 2018-2019̟ | Ducs d'Angers                   | Ligue Magnus   | 44 | 24               | 20               | 44               | 40               | 5                | 1  | 2                    | 3                    | 0                    |                      |                      |
| 2019-2020 | Ducs d'Angers                   | Ligue Magnus   | 40 | 21               | 23               | 44               | 56               | 4                | 0  | 1                    | 1                    | 4                    |                      |                      |
| 2021-2022 | Cool FM 103,5 de Saint-Georges  | LNAH           | 26 | 5                | 12               | 17               | 23               | 11               | 3  | 2                    | 5                    | 23                   |                      |                      |
| 2022-2023 | Cool FM 103,5 de Saint-Georges  | LNAH           | 33 | 14               | 28               | 42               | 30               | 17               | 10 | 11                   | 21                   | 18                   |                      |                      |